# Джонні Кенні
Джонні Кенні (англ. Johnny Kenny, нар. 9 червня 2003) — ірландський футболіст, нападник шотландського клубу «Селтік». Виступав також за низку ірландських і шотландських клубів. Чемпіон Шотландії.

## Клубна кар'єра
У професійному футболі Джонні Кенні дебютував 2021 року виступами за команду «Слайго Роверс», в якій грав до 2022 року, взявши участь у 32 матчах чемпіонату, в яких відзначився 11 забитими голами. У 2022 році Кенні перейшов до складу шотландського клубу «Селтік», проте до основного складу команди відразу не пробився, і в цьому ж році ірландця віддали в оренду до іншого шотландського клубу «Квінз Парк», а в 2023—2024 роках нападник грав у оренді в ірландському клубі «Шемрок Роверс». На початку 2025 року ірландський футболіст повернувся з оренди до «Селтіка», та в сезоні 2024—2025 років став у складі команди з Глазго чемпіоном Шотландії.

## Виступи за збірні
У 2021 році Джонні Кенні дебютував у складі юнацької збірної Ірландії, загалом на юнацькому рівні взяв участь у 5 іграх, відзначившись 4 забитими голами.
Протягом 2023—2024 років Кенні грав у складі молодіжної збірної Ірландії. На молодіжному рівні зіграв у 8 офіційних матчах, забив 1 гол.

## Титули і досягнення
- Чемпіон Ірландії (1):

«Шемрок Роверс»: 2023
- Чемпіон Шотландії (1):

«Селтік»: 2024–2025